# Dendrobium amabile
Dendrobium amabile (Lour.) O'Brien, 1909 è una pianta della famiglia delle Orchidacee, originaria dell'Asia sud-orientale.

## Descrizione
È una pianta epifita di medie dimensioni con pseudobulbi molto increspati, con varie giunture, gonfi al centro e conici alle estremità del segmento, recanti da 2 a 5 foglie apicali, persistenti, coriacee, di forma oblungo-lanceolata. Fiorisce dalla primavera all'estate con un racemi ascellare pendenti, lassi, lunghi mediamente una trentina di centimetri, portanti molti fiori. Questi sono grandi normalmente 5 o 6 centimetri e sono bianchi con sfumature rosa in petali e sepali, mentre il labello si presenta bianco con una evidente macchia arancione al centro.

## Distribuzione e habitat
D. amabile è originaria dell'Asia e più precisamente dello stato cinese di Hainan e del Vietnam, dove cresce epifita sugli alberi di foreste di montagna a quote di circa 1200 metri sul livello del mare.

## Coltivazione
Questa specie è ben coltivata su un supporto di argilla espansa. Necessita di posizione arieggiata e di caldo-umido durante la stagione di fioritura, ma in generale per tutto l'arco dell'anno. Gradisce una posizione molto luminosa, ma teme i raggi diretti del sole..